# Kozinskoje (obwód smoleński)
Kozinskoje (ros. Козинское сельское поселение) – jednostka administracyjna (osiedle wiejskie) wchodząca w skład rejonu smoleńskiego w оbwodzie smoleńskim w Rosji.
Centrum administracyjnym osiedla wiejskiego jest dieriewnia Bogorodickoje.

## Geografia
Powierzchnia osiedla wiejskiego wynosi 74,21 km², a jego główną rzeka jest Dniepr. Przez terytorium jednostki przechodzi droga federalna A141 (Orzeł – Witebsk).

## Historia
Osiedle powstało na mocy uchwały obwodu smoleńskiego z 28 grudnia 2004 r. (z późniejszymi zmianami w uchwale z dnia 29 kwietnia 2006 roku).

## Demografia
W 2010 roku osiedle wiejskie zamieszkiwało 3018 mieszkańców.

## Miejscowości
W skład jednostki administracyjnej wchodzą 22 miejscowości (wyłącznie dieriewnie): Ałtuchowka, Bogorodickoje, Goriany, Jasnaja Polana, Kisielowka, Kozino, Łatoszyno, Mitino, Mokriatczino, Nowoje Siniawino, Mosołowa Gora, Nowosielcy, Onochowo, Rogaczewo, Sielifonowo, Sokolja Gora, Staroje Siniawino, Stołybino, Tieplicznyj Kombinat Nr 1, Turinszczina, Turkompleks Sokolja Gora, Wysokoje.